# Șalupă

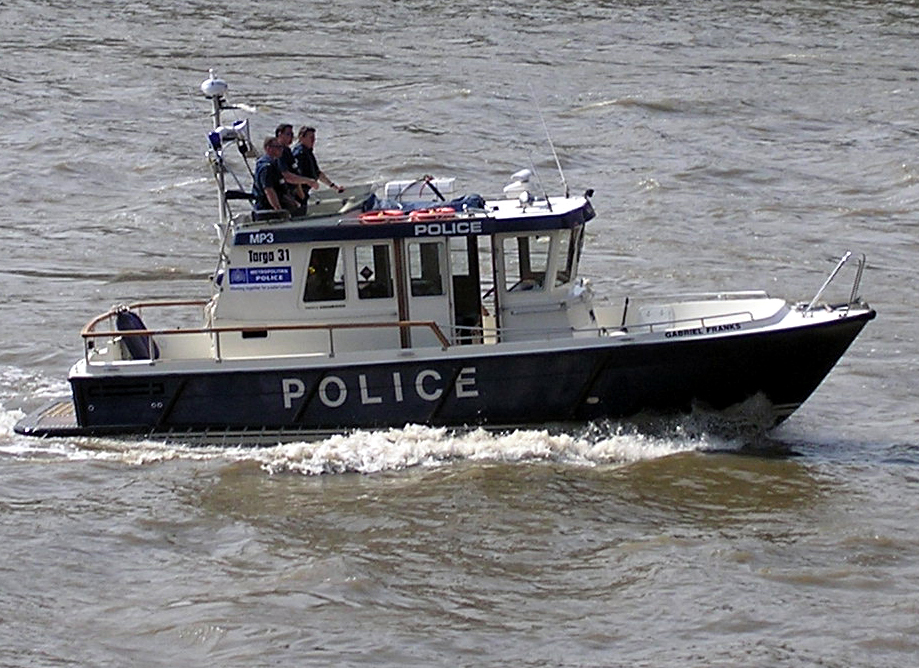
Șalupă de poliție

Șalupă (sinonime: ambarcațiune cu motor; barcaz puntat) este o denumire generică a tuturor ambarcațiunilor puntate, cu lungimea până la 20 m, autopropulsate prin motor. 
După destinație, șalupele pot fi:
- militare -vedete
- ale poliției de frontiera - pentru patrulare, control
- ale inspectoratelor pentru situatii de urgenta - pentru cautare/salvare, interventii CBRN, stingere incendii
- ale autoritaritatilor de mediu si hidro-geo - pentru detectie si monitorizare parametrii de calitate mediu acvatic
- sanitare
- pentru agrement maritim, fluvial și de ape interioare navigabile

Ordinul nr. 417 din 20 martie 2002 pentru aprobarea Regulamentului privind obținerea certificatelor internaționale de conducător de ambarcațiune de agrement, Publicat în Monitorul Oficial cu numărul 306 din data de 9 mai 2002, prevede, între altele, că Persoanele care desfășoară activități comerciale de agrement au obligația să asigure conducerea ambarcațiunilor de agrement pe care le utilizează pentru aceste activități de către o persoană care trebuie să posede un certificat de capacitate, după cum urmează:
a) pentru navele care navighează în apele maritime: certificat de conducător de șalupă maritimă;
b) pentru navele care navighează în apele interioare: certificat de conducător de șalupă fluvială.